# Pavlovka (fiume)
La Pavlovka (in russo Павловка?), che fino al 1972 si chiamava Fudzin o Lifudzin (Фудзи́н, Лифудзи́н) è un fiume dell'Estremo oriente russo, tributario di destra dell'Ussuri. Scorre nel Čuguevskij rajon del Territorio di Chabarovsk. 
La sorgente del fiume si trova sulle pendici occidentali del sistema montuoso Sichotė-Alin'. Scorre in direzione prevalentemente nord-occidentale e sfocia nell'Ussuri a 698 km dalla foce. La lunghezza del fiume è di 132 km. Il bacino idrografico è di 3 360 km². Il bacino del fiume è una zona montuosa molto aspra con altitudini da 400 a 1 000 m sul livello del mare. Circa il 94% della superficie totale del bacino è occupata da foreste. Nella parte alta predominano i boschi di conifere, latifoglie o misti. Nella parte bassa del bacino predominano i boschi di latifoglie. Il fiume scorre attraverso un terreno montuoso accidentato. La larghezza del fiume all'inizio è di 0,4–0,5 km, poi aumenta rapidamente a 1,5–2,0 km e rimane la stessa fino alla fine del suo corso, dove raggiunge i 3,5 km.